# Церква Норвегії
Церква Норвегії (норв. Den norske kirke) — лютеранська церква, офіційна церква Норвегії.
Герб церкви Норвегії це хрест, покладений на дві сокири святого Олафа. Історія Церкви Норвегії починається з часів Реформації. До реформації входила до складу Римської католицької церкви.

## Опис
Реформація в Данії і Норвегії сталася в 1536—1537 роках, коли лютеранство прийняв король Крістіан III. У 1537 році він зробив лютеранство державною релігією в своєму королівстві.
Католицьких єпископів змінили лютеранські суперінтенденти, і досить скоро офіційна церква стала лютеранською. Серед населення нова релігія сприймалася неоднозначно. «Народною вірою» лютеранство стало у Норвегії лише наприкінці XVI століття.
На час Реформації більша частина всіх норвезьких земель належала католицькій церкві. Вся церковна земля відійшла державі, а пізніше більша її частина була продана багатим громадянам. Церква в Данії і Норвегії порвала з Римською католицькою церквою і стала національною церквою на чолі з королем. Перший закон, так званий «Церковний ордонанс» був прийнятий в 1537 році. Він передбачав поділ повноважень церкви і короля: церква свідчить про слово Боже і відправляє таїнства, а король визначає рамки, в яких це відбувається. Ухвалення законів, що регулюють церковне діяльність, належить до сфери компетенції короля.
Під час Другої світової війни церква була тимчасово відділена від держави. Законний уряд Норвегії знаходився у вигнанні у Великій Британії. Церква виступала проти нацизму. У 1942 році, коли від неї вимагали провести урочисте богослужіння в Нідаросском соборі з нагоди вступу Відкуна Квислинга на посаду міністра-президента, єпископи виступили з посланням «Основа церкви», в якій відмовилися від своїх державних посад. В результаті всі єпископи і частина священників Церкви Норвегії були інтерновані до кінця війни. Близько 90 % всіх священників взяли приклад єпископів і порвали з державною владою, однак продовжували здійснювати таїнства і церковні обряди. В результаті відвідуваність церков значно зросла, крім тих парафій, де священники виступили на стороні колабораціоністів.
До 1969 року вона називалася «державною церквою» (норв. Statskirken). До конституційної реформи 2012 року головою церкви офіційно був король Норвегії, а управління нею здійснювало Міністерство у справах культури і церкви Норвегії.
З 21 травня 2012 року відділена від держави, отримавши автономію в догматичних питаннях, управління майном і поставлення кліру. При цьому клір церкви зберіг статус державних службовців, а Стортинг — право контролю бюджетних питань церкви. Крім того, вищим керівним органом залишилося Міністерство з питань урядового управління, реформ і церковних справ.
З 1 січня 2017 року внаслідок ще однієї реформи Церква Норвегії стала незалежною і ніяк не пов'язаним з державою установою.